# Максимилиан Зигмунд фон Траутмансдорф
Максимилиан Зигмунд Фридрих фон Траутмансдорф (на немски: Maximilian Siegmund Friedrich Graf von Trauttmansdorff) е имперски граф на Траутмансдорф-Вайнсберг в Австрия.

## Биография
Роден е на 25 февруари 1668/26 февруари 1674 година в Грац, Хабсбургска монархия. Той е син на имперски граф Георг Зигмунд фон Траутмансдорф-Вайнсберг (1638 – 1708), фрайхер фон Глайхенберг, и съпругата му графиня Елеонора Цецилия Рената фон Вилденщайн (1643 – 1708), дъщеря на граф Йохан Франц фон Вилденщайн († 1678) и фрайин Мария Анна Барбара Констанция Крецензия Шайт фон Лайтерсдорф († 1645).
Максимилиан Зигмунд фон Траутмансдорф има резиденция в градския палат Траутмансдорф на „Бюргергасе 5“ в Грац.
Умира на 10 декември 1731 година в Грац на 57-годишна възраст.

## Фамилия
Максимилиан Зигмунд фон Траутмансдорф се жени през 1694 г. във Виена за графиня Мария Барбара фон Щархемберг (* 2 декември 1673, Виена; † 23 февруари 1745, Грац), вдовица на Станислаус Весел и граф Франц Карл фон Дюневалд († пр. 1694), дъщеря на Ернст Рюдигер фон Щархемберг (1637 – 1701) и първата му съпруга графиня Хелена Доротея фон Щархемберг (1634 – 1688).
Те имат децата:
- Зигмунд Ернст (* ок. 1690; † 28 ноември 1762), женен на 19 април 1717 г. за графиня Мария Анна Щархемберг (1695 – 1768)
- Мария Барбара (* 4 юли 1696, Грац; † 2 септември 1759), омъжена в Грац на 28 април 1726 г. за граф Йохан Макс Пробус фон Вилденщайн (* 10 ноември 1702; † 14 март 1779)
- Мария Цецилия (* 1698; † 1743), омъжена във Виена на 14 март 1718 г. за граф Франц Антон фон Ротал († 17 февруари 1763)
- Максимилиан
- Мария Йозефа (* 19 ноември 1703, Грац; † 4 март 1781), омъжена ноември 1728 г. за граф Липот Надасди де Надасд ет Фогарасфолд (* 1697; † 31 май 1785)
- Вайкхард Йозеф (* 19 май 1711, Грац; † 11 май 1788, Грац), граф на Траутмансдорф-Вайнсберг, женен I. за графиня Шарлота фон Вагенсберг (* 28 август 1718; † 6 март 1750), II. в Грац на 21 февруари 1751 г. за графиня Мария Анна фон Вурмбранд-Щупах (* 8 юли 1733, Грац; † 1 март 1807, Грац)